# Magdalenenkirche (Kassel)
Die Magdalenenkirche, vor der Reformation St. Maria Magdalena, war eine im 13. und 14. Jahrhundert erbaute gotische Pfarrkirche in der Unterneustadt von Kassel. Das auch „Unterneustädter Kirche“ genannte Bauwerk stand auf dem heutigen Holzmarkt und bildete das städtebauliche Zentrum der 1283 gegründeten und 1378 nach Kassel eingegliederten Neustadt auf der südlichen Seite der Fulda. Bis 1526/27 unterstand die Kirchengemeinde dem Kloster Ahnaberg. Das Gebäude musste 1795 einer neuen Straßenführung zur Erschließung der im Jahr zuvor errichteten neuen Fuldabrücke weichen.

## Lage

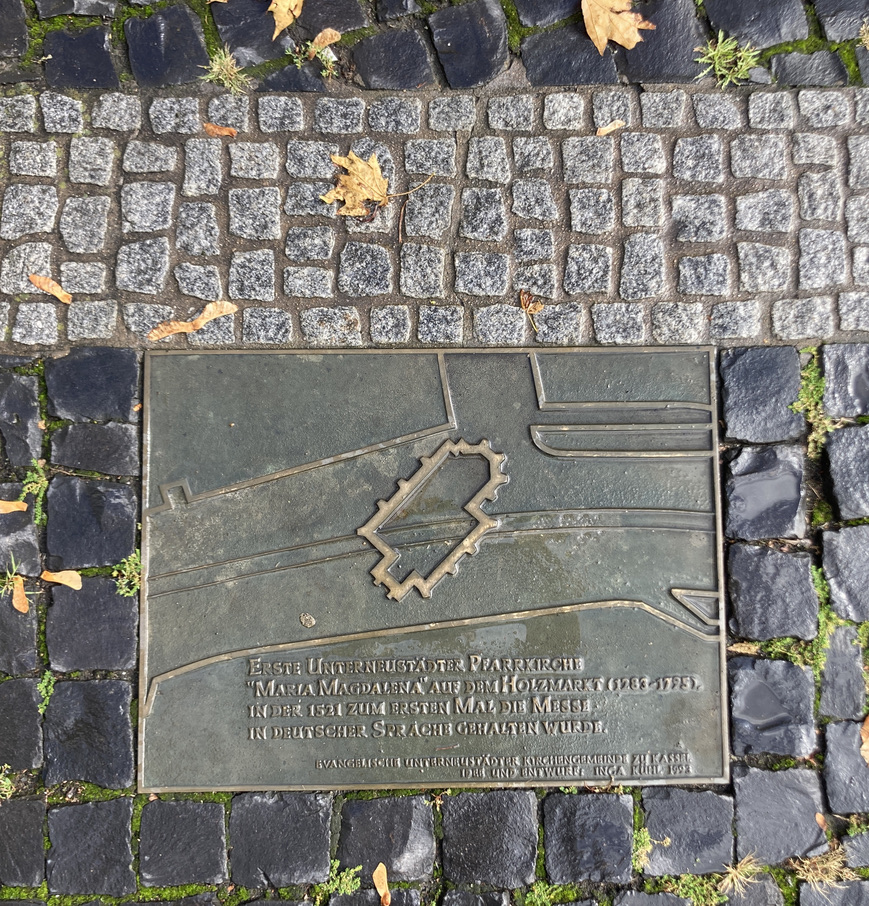
Im Bürgersteig eingelassene Gedenktafel am ehemaligen Standort der Kirche

Das Kirchengebäude befand sich auf dem (Unter-)Neustädter Kirchplatz, dem heutigen Holzmarkt. Um nicht von der idealen Ostung eines Kirchengebäudes abweichen zu müssen, stand das Gebäude diagonal auf der Freifläche. Der Kirchplatz selbst besaß eine Rautenform, um die Diagonalstellung im Straßenraster, welches der Fließrichtung der Fulda folgt, abzumildern. Über der Stelle des ehemaligen Kirchenschiffes verläuft heute die vielspurige und stark befahrene Leipziger Straße. Östlich des ehemaligen Chors mündet die Waisenhausstraße in diese Einfallstraße.

## Geschichte

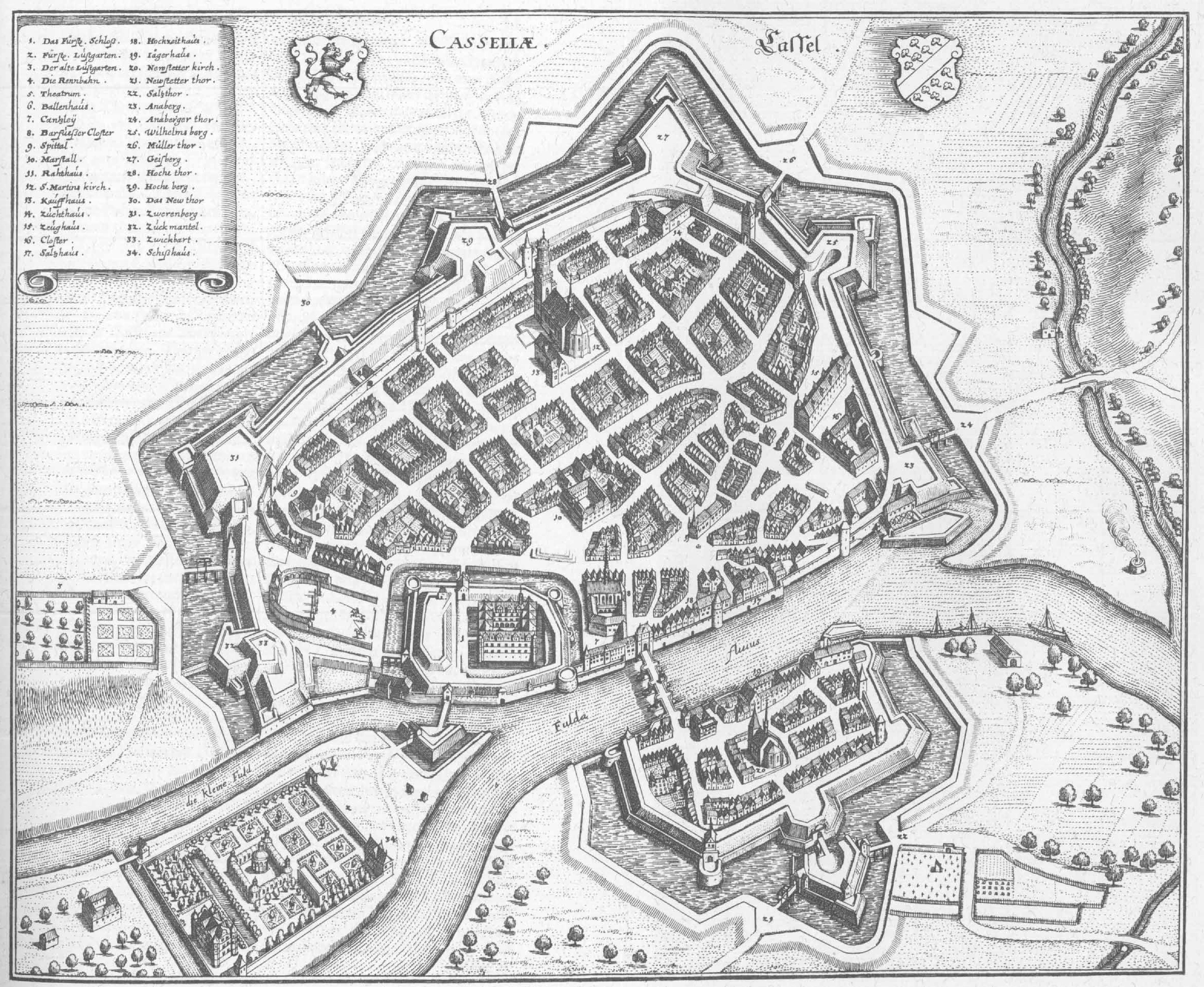
Die Magdalenenkirche im Jahr 1655 auf Matthäus Merians Stadtplan unter der Nummer 20

Die erste urkundliche Erwähnung des Kirchspiels datiert aus dem Jahr 1317, in dem „Kaplan Hermann“ als Zeuge bei einem Verkauf eines Hofes an das Kloster Ahnaberg genannt wurde. 1342 wurde das Gebäude erstmals explizit erwähnt, als bei einem Hochwasser der Fulda die Fluten bis zum Hauptaltar stiegen. Am 15. Januar 1358 besiegelte der Bürgermeister Hans Rodewich der damals noch eigenständigen Neustadt ein Vermächtnis an die Kirche in der Neustadt, womit das Gebäude erstmals in einer offiziellen Urkunde genannt wurde. Johannes und Mechtild Rudewici stifteten im Dezember 1374 Teile ihrer Einkünfte für eine Vikarie an einem der Heiligen Katharina gewidmeten Altar. Der Vikar war fortan verpflichtet, wöchentlich vier Messen an diesem Altar zu halten und an Sonn- und Feiertagen bei der heiligen Messe als Ministrant zu dienen.
Landgraf Herrmann II. von Hessen, der bereits im Sternerkrieg ein konfrontatives Herrschaftsbewusstsein an den Tag gelegt hatte, bestritt 1393 dem Kloster Ahnaberg das Patronatsrecht über die Pfarrkirchen der Stadt Kassel. Papst Bonifatius IX. beauftragte daraufhin den Abt des Northeimer Klosters mit der Untersuchung der Forderungen des Landgrafen. Eine Einigung zugunsten des Augustinerklosters Ahnaberg kam 1395 zustande, bei der sich der Landgraf verpflichtete, das Kloster und seine Kirchen gegen die ebenfalls in Kassel ansässigen Karmeliter zu beschützen. Im Jahr 1418 stiftete ein mutmaßlich aus der Kasseler Region stammender Kanoniker des Stiftes St. Peter vor den Mauern bei Mainz einen Marienaltar mit dazugehörender Vikarie. Im selben Jahr stimmte die Priorin des Klosters Ahnaberg dem Wunsch weiterer Familienangehöriger derselben Familie zu, eine weitere Vikarie am Katharinenaltar zu gründen.

### Reformation
Als Zeichen der ansteigenden Spannung innerhalb der Kirche, aber auch zwischen geistlicher und weltlicher Macht, kann die letzte überlieferte vorreformatorische Urkunde aus dem Jahr 1519 angesehen werden: Am 28. April einigte man sich darauf, dass künftig alle schriftlichen Unterlagen und wirtschaftlichen Pfründe der Gemeinde in der Sakristei in einer Truhe mit drei einzelnen Schlössern verwahrt werden mussten, so dass keine einzelne Partei alleine Zugang erhalten konnte. Einer der in der Urkunde erwähnten Vikare war Johann Kirchhain (auch Johannes Erhardi genannt), der bis zu seinem Tod 1572 Pfarrer der Gemeinde blieb.
Im Vorfeld der in Hessen rasch voranschreitenden Reformation las Kirchhain 1521 im Jahr des Wormser Ediktes das erste Mal die Messe in deutscher Sprache und spendete die Eucharistie in beiderlei Gestalt. Philipp Melanchthon soll mehrmals Gast im Pfarrhaus gewesen sein und Kirchhains Tochter in der Kirche getauft haben. Die 1540 geschlossene Zweitehe von Landgraf Philipp verurteilte Kirchhain von der Kanzel der Magdalenenkirche herab scharf.
Nach dem Tod Kirchhains wurde 1573 Reinhard Hefentreger, ein Bruder des Reformators Johann Hefentreger, neuer Pfarrer der Kirchengemeinde. Noch bevor Landgraf Moritz 1605 den Calvinismus in Hessen-Kassel einführte, teilte Hefentreger, der Sohn eines Bäckers aus Fritzlar, statt Hostien Brot beim Abendmahl aus.
In der Sakristei befand sich eine Bibliothek, von der man dank des Hochwassers im Jahr 1682 durch den damaligen Pfarrer Friedrich Lucae unterrichtet ist.

„Der Anfang des Jahres 1682 mit seinen steten Wassergüssen ominirte nichts Gutes. Indem das Regenwetter continuirte, ergossen sich aller Orten die Flüsse und Bäche mit gewaltiger Anschwellung. Ebenmäßiges geschah bei uns zu Cassel. An einem Sonntag um drei Uhr stieg die Fulda zusehends über die Maßen in die Höhe, daß sie, ehe man sichs vermuthete, die ganze Neustadt überschwemmte. In der Kirche stieg das Wasser auf vier Ellen hoch, und warf die Stühle und Bänke übern Haufen. Da in der Sacristei die Fabritianische Bibliothek stand, so war ich, als das Wasser zu wachsen anfing, mit dem Glöckner in die Kirche gelaufen, und hatte die Folianten aus den untersten Gefächern in die oberen gesetzt, und einen Theil der Bücher auf einen hohen Tisch gelegt. Allein das Wasser überstieg auch diese Fächer, warf den Tisch um und um, und that den Büchern großen Schaden. Nachgehends ließ ich sie mit meinem Collega Stippio durch den Buchbinder wieder säubern und trocknen, auch etliche anders einbinden. Unterdessen, wer konnte davor? Den Schaden hatte Gott geschickt.“

Bei der durch Lucae genannten Bibliothek könnte es sich um die Sammlung des ehemals in Kassel wirkenden, aber in Ungnade gefallenen und 1570 verstorbenen Reformators Theodor Fabricius handeln.
1615 gestattete Landgraf Moritz der aus Exulanten bestehenden französisch-niederländischen Gemeinde die Nutzung der Magdalenenkirche als Stätte ihrer Predigten. Bei dem ersten Gottesdienst nahm Landgräfin Juliane teil. Erst 1710 bekam die reformierte Gemeinde mit der Karlskirche ein eigenes Gotteshaus. Von ihrer ersten Erwähnung 1659 bis zur Fertigstellung der Garnisonkirche im Jahr 1770 nutzte die Garnisongemeinde ebenfalls die Kirche in der Unterneustadt. Auch die Freiheiter Gemeinde nutzte die Magdalenenkirche während des Siebenjährigen Krieges, als die Martinskirche von den französischen Truppen beschlagnahmt worden war.

### Abbruch

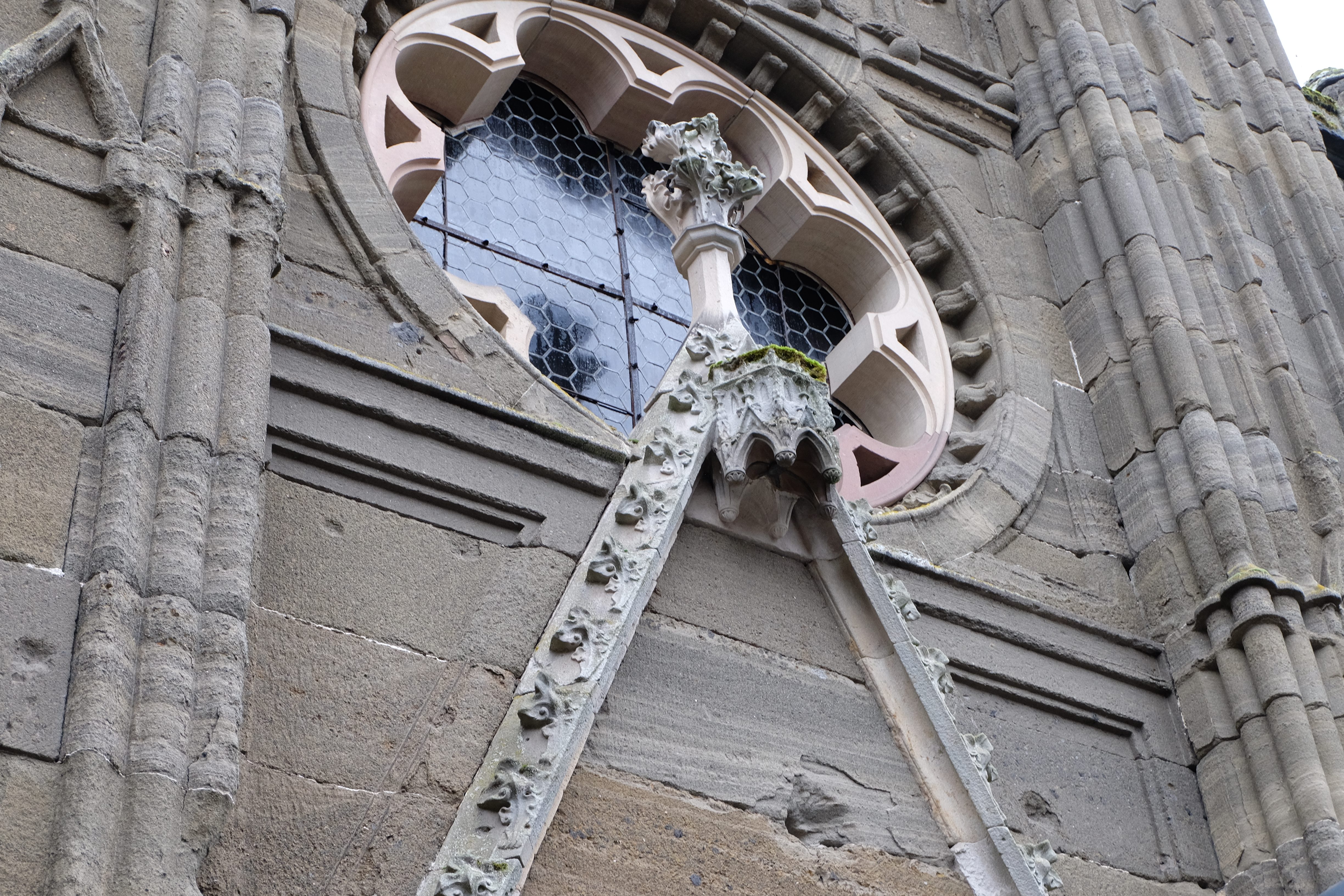
Wimpberg der Kirche, verbaut in der Fassade der Kasseler Löwenburg, Aufnahme 2022

Als die im frühen 16. Jahrhundert errichtete Brücke über die Fulda in den 1790er Jahren immer baufälliger wurde, entschloss man sich zu einem Neubau einige Meter flussabwärts. Um auch die Verkehrsströme in der verwinkelten Altstadt und der Unterneustadt besser lenken zu können, wurden für die neuen Straßenführungen bereits ab 1788 zahlreiche Häuser auf beiden Seiten des Ufers abgerissen. Die neue Wilhelmsbrücke wurde 1794 eingeweiht. Bis 1795 wurde die Magdalenenkirche abgebrochen, um den Verkehr ohne Umwege fließen lassen zu können. Landgraf Wilhelm IX. versprach der Kirchengemeinde einen Neubau, die Fertigstellung der neuen Unterneustädter Kirche erfolgte 1808.
Teile der Bauplastik der Kirche wurden als Spolien in der zur selben Zeit im Bau befindlichen Löwenburg verwendet. Insbesondere an der Fassade der Burgkapelle wurden Wimperge und Kreuzblumen zweitverwendet. Die Steine des Mauerwerks wurden für den Bauunterhalt des neuen Kastells benutzt. Seit 1993 erinnert eine Gedenktafel am ehemaligen Standort an die Kirche, ebenso ist auf dem Gehsteig ein Teil des Grundrisses im Straßenbelag ablesbar.

## Architektur

### Außenbeschreibung

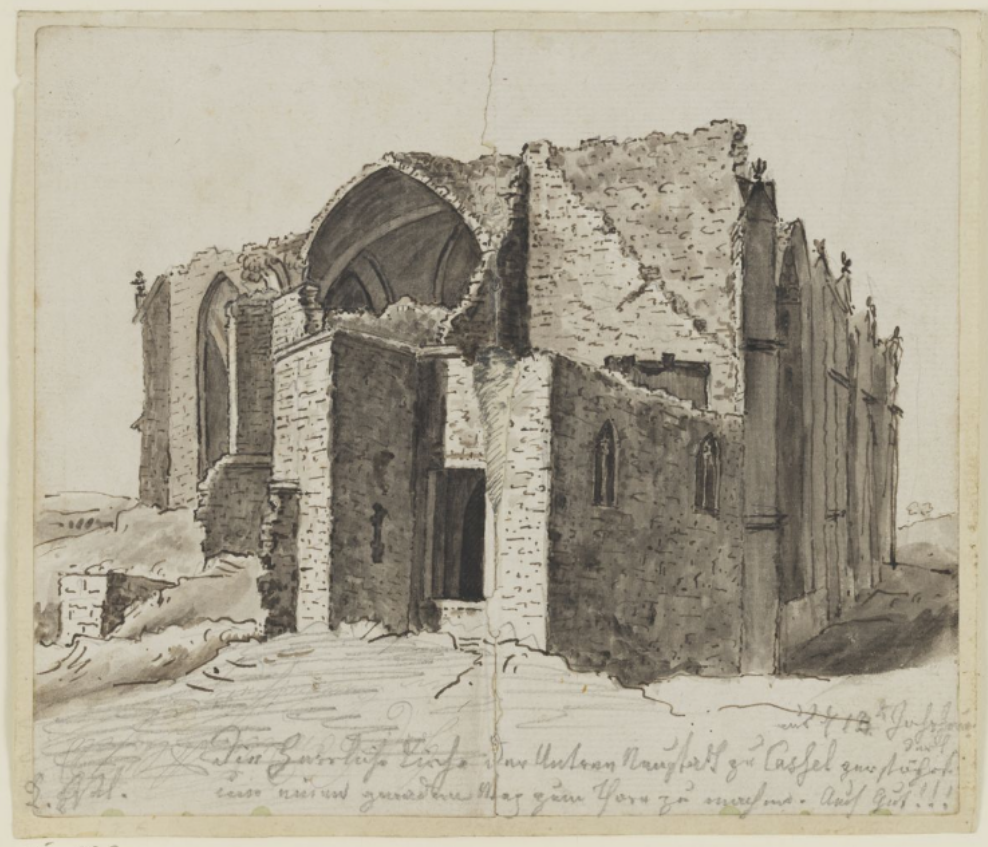
Blick auf die im Abbruch befindliche Kirche. Mutmaßlich zeigt die Handzeichnung die Sakristei neben dem bereits niedergelegtem Chor. Gezeichnet von Johann Martin von Rohden

Die mangelnde Quellenlage lässt keine genauen Aussagen über das Äußere der Kirche zu. Bekannt ist, dass es sich um eine dreischiffige und dreijochige Kirche mit leicht versetztem Chor mit Fünfachtelschluss handelte. Ein Baubeginn gleichzeitig mit der Gründung der Neustadt und ihrer ersten Erwähnung 1283 wird von der Literatur allgemein angenommen. Die Form des Chores und des Langhauses lässt den Vergleich zu niederhessischen Hallenkirchen wie der Stadtkirche Wolfhagen oder der Liebfrauenkirche Grebenstein aus dem 14. Jahrhundert zu. Ob und in welchen Umfang ein Umbau oder Neubau in den ersten Jahrzehnten des Bestands der Kirche stattfand, ist nicht mehr zu rekonstruieren. Nördlich neben dem Chor schloss die eingeschossige Sakristei an. Dem Kirchenschiff war im Westen ein leicht aus der Mittelachse gerückter Turm vorgelagert, in dem sich das Hauptportal zur Kirche befand. Auch beide Seitenschiffe besaßen Eingänge in das Innere der Kirche. Christian Presche schätzt die Maße der Kirche auf eine Gesamtlänge von etwa 34 bis 40 und eine Breite von etwa 18 bis 20 Metern. Der Kirchturm besaß einen spitzen Pyramidenhelm, vielleicht im Ursprung mit vier Ecktürmchen.

### Innenbeschreibung
Über einzelne Bestandteile des Inneren sind kaum Aussagen zu treffen. Die Gewölbe von Chor und Kirchenschiff waren wahrscheinlich schlichte Kreuzgewölbe. Neben dem Turm führte ab dem 18. Jahrhundert eine Wendeltreppe in die Höhe, die wohl die Orgelempore oder die unter der Orgel befindliche Empore für die Jäger des angrenzenden höfischen Jagdhauses erschloss. Die wahrscheinlich dreibahnigen Kirchenfenster wurden 1765 durch Absenkung der Öffnungen „weit heller gemacht“.

## Ausstattung
Vor der Reformation sind urkundlich neben dem Hauptaltar verschiedene Nebenaltäre benannt. Alois Holtmeyer zählte Altäre auf, die der Heiligen Katharina, der Heiligen Jungfrau, dem Heiligen Nikolaus, dem Heiligen Ludwig und einem „Sanct Bastian“ gewidmet waren.
Das nachreformatorische Altargerät aus der zweiten Hälfte des 17. und frühen 18. Jahrhunderts hat den Untergang des Gebäudes überdauert, da es in der Nachfolgekirche von der Gemeinde weiterhin benutzt wurde. Teile befinden sich als Dauerleihgabe im Stadtmuseum Kassel. Eine Weinkanne aus vergoldetem Silber von 1650 stiftete der hessische Feldherr Johann von Geyso. Ein vergoldeter, aus Silber gearbeiteter Brotteller wurde vom Leibarzt der Landgräfin Michael Engelhardt gestiftet. Der Teller wurde 1657 von dem Hofgoldschmied Christoff Bucher(t) gefertigt.

## Orgel
Über die Orgel der Kirche ist wenig bekannt, zumal die überlieferten Unterlagen 1943 im Stadtarchiv Kassel verbrannten. Eine bereits bestehende Orgel wurde 1607 durch Melchior Krentz instand gesetzt. Eine neue Orgel, die von Ludwig Compenius erbaut worden war, wurde 1662 erwähnt. Reparaturarbeiten an dieser Orgel sind 1697 durch Johann Wenderoth belegt, der auch am Bau der Kasseler Wasserorgel beteiligt war. Im Jahr 1771 legte Georg Peter Wilhelm eine Entwurfszeichnung für einen Orgelprospekt vor, daraufhin wurde ein Vertrag über den Bau einer neuen Orgel geschlossen. Brauchbare Teile des Werks der alten Orgel wurden dabei weiter verwendet. Diese Orgel für 1100 Taler wurde 1773 abgenommen. Für 300 Taler wurden  Teile des Werkes an die Kirchengemeinde von Lohre verkauft, wo Wilhelm sie für eine neue von ihm erbaute Orgel benutzte. Das Instrument verfügte über 21 Register, die auf zwei Manuale und Pedal verteilt waren. Die Disposition lautete wie folgt.
| I Hauptwerk C–d3 |     |
| Quintatön        | 16′ |
| Prinzipal        | 8′  |
| Hohlflöte        | 8′  |
| Gambe            | 8′  |
| Oktave           | 4′  |
| Gedackt          | 4′  |
| Quinte           | 3′  |
| Oktave           | 2′  |
| Mixtur IV        |     |
| Trompete         | 8′  |

| II Positiv C–d3    |    |
| Gedackt            | 8′ |
| Prinzipal          | 4′ |
| Gemshorn           | 4′ |
| Gedackt Flageolett | 2′ |
| Scharf III (ab c1) |    |
| Vox humana         | 8′ |

| Pedal C–c1 |     |
| Violon     | 16′ |
| Oktave     | 8′  |
| Oktave     | 4′  |
| Oktave     | 2′  |
| Posaune    | 16′ |

- Koppeln: II/I, I/P
- Tremulant, Calcanten-Glocke

## Glocken
Zwei Glocken der Kirche sind in der Literatur erwähnt. Die 1662 von Johann Gottfried Köhler gegossene größere Glocke hatte einen Durchmesser von 1,16 und eine Höhe von 1,05 Metern. Ihr Ton wurde mit fis1 angegeben. Eine kleinere Glocke stammte mutmaßlich aus dem frühen 16. Jahrhundert. Bei einem Durchmesser von 66 und einer Höhe von 54 Zentimetern wurde ihr Ton mit e2 angegeben. Die Glocken wurden gemeinsam mit dem Uhrwerk beim Abbruch des Gebäudes ausgebaut und in der Unterneustädter Kirche weiter verwendet.